# 1998 사모아 내셔널 리그
1998 사모아 내셔널 리그는 사모아 내셔널 리그의 아홉 번째 시즌으로, 바이바세-타이가 다섯 번째 우승을 차지했다. 사모아 컵은 토가푸아푸아 FC가 차지했고, 하부 리그에서 모아타아 FC가 승격하였다.